# Mahendra Karma
Mahendra Karma (Dantewada, 1951 – Darbha Valley, 25 maggio 2013) è stato un politico indiano del Partito del Congresso Indiano e l'ideatore della milizia Salwa Judum contro i guerriglieri Naxaliti che si ispirano al maoismo.

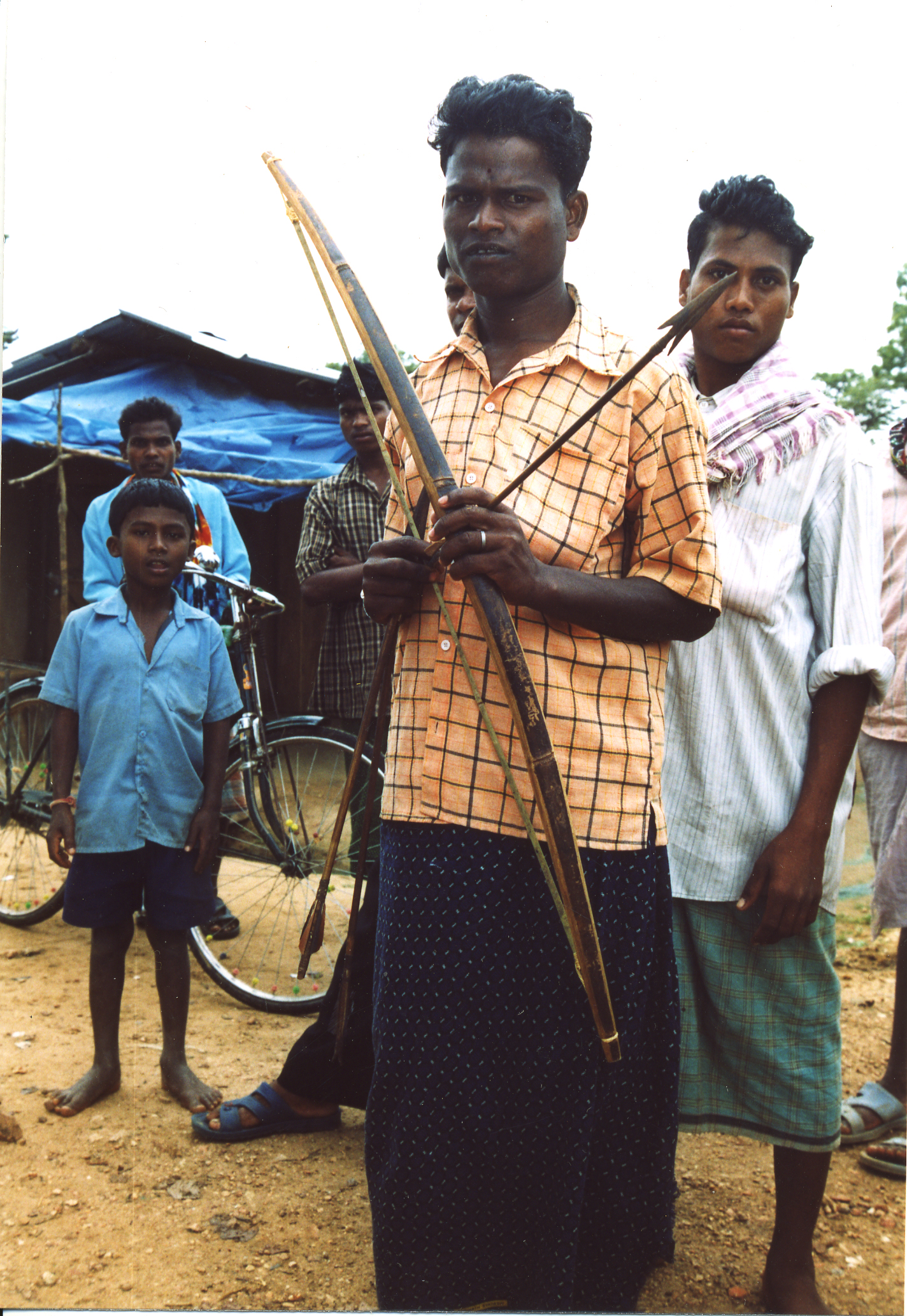
Miliziano del Salwa Judum armato di arco e frecce nel Chhattisgarh meridionale

Nato in una tribù di Adivasi del Chhattisgarh, Mahendra Karma sostiene che la ribellione maoista in India non si deve combattere solo con i metodi tradizionali (esercito e polizia) ma anche coinvolgendo le popolazioni dravidiche locali, che hanno una conoscenza molto più approfondita del territorio.
Per questo, a partire dal 2005, Karma ha lanciato una campagna denominata Salwa Judum (marcia di pace o marcia di purificazione, a seconda delle traduzioni dal gonda) fondando una forza paramilitare di indigeni chiamata Special Police Officers, particolarmente forte nei distretti del Bastar e di Dantewara.
Gli Special Police Officers sono stipendiati dal governo dello Stato del Chhattisgarh.
La loro azione si concretizza in marce e blitz contro la guerriglia, ma soprattutto nella creazione di decine di campi profughi in cui vengono dislocati i contadini dei villaggi, in modo che non possano fornire aiuto ai maoisti. I critici del Salwa Judum sostengono che molte di queste dislocazioni sono forzate.
Mahendra Karma è stato assassinato dai naxaliti il 25 maggio 2013 in un attacco maoista, mentre ritornava da un incontro del Parivartan Rally organizzato dal suo partito a Sukma.